# Clypeomorus admirabilis
Clypeomorus admirabilis is een slakkensoort uit de familie van de Cerithiidae. De wetenschappelijke naam van de soort is voor het eerst geldig gepubliceerd in 1985 door Houbrick.